# Acanthoscurria acuminata
Acanthoscurria acuminata är en spindelart som beskrevs av Schmidt och Tesmoingt 2005. Acanthoscurria acuminata ingår i släktet Acanthoscurria och familjen fågelspindlar. Inga underarter finns listade i Catalogue of Life.